# Casa de la Pila

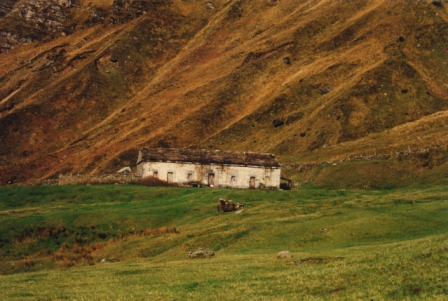
Casa de la Pila, también llamada casa del Rey por su escudo heráldico. Constituía el segundo almacén en el descenso de las maderas del resbaladero de Lunada.

Escudo real que luce en la portada.

La casa de la Pila o casa del Rey está situada en la finca del mismo nombre, al pie del resbaladero de Lunada, en Soba, comunidad autónoma de Cantabria (España). La estancia constituía el segundo almacén de maderas de la Empresa del Miera. Formaba parte del conjunto de infraestructuras construidas a lo largo de este río para dar servicio a la Real Fábrica de Artillería de La Cavada.
La finca era impracticable desde el punto de visa del almacenaje, por lo que se allanó y se acomodó para poder almacenar las maderas y echarlas al agua de la arroyada cercana. Su compra se hizo en 1793, y costó alrededor de 150.000 reales; dentro de ese precio se incluía obras como la estabilización del suelo y la posición para facilitar el movimiento de leñas. Además se establecía un canal para el trasvase de aguas del resbaladero por el muro de forma que diese a las obras hidráulicas que se sitúan en la parte baja de la finca y así reforzar el cauce, además de evitar la formación de un canal por mitad de la parcela.
Además posee un sistema de abastecimiento de agua constituido por una serie de presas de mampostería y canalizaciones en el margen izquierdo del prado que ayudaban a descender las maderas y aportaban agua en las épocas estivales.
Por otra parte, el nombre de casa del Rey, dado a la cabaña situada en este lugar, es una expresión simbólica, y se debe a la presencia en la portalada de un escudo heráldico de Carlos III, de estilo neoclásico, que servía como almacén de maderas y como servicio de quienes trabajaban en el resbaladero. Esta casa posee una estructura típica de la zona con tejado de lastras, de una sola planta, alargada con una portalada con arcos.
En la actualidad la estructura exterior se mantiene en muy buen estado, a pesar de alguna modificación para su uso posterior con el ganado. Respecto al interior no se conserva nada y tampoco se puede saber cómo era, debido a que no se tienen planos al respecto.
En tanto a las estructuras de las presas y canalización, sí se mantienen algunas a pesar de estar cubiertas de vegetación. No es necesario decir que todas aquellas estructuras de madera a día de hoy no se conservan de ninguna manera.